# 第十四届全国人民代表大会常务委员会组成人员名单
第十四届全国人民代表大会常务委员会的组成人员应有175名，其中包括1名委员长、14名副委员长、1名秘书长以及159名委员。截至2025年6月，已有4名委员的资格被撤销，2名委员辞职，现有169人。

## 党派分布
| 党派 | 党派     | 委员长会议 成员数 | 常委会 委员数 | 总数 |
| ---- | -------- | ----------------- | ------------- | ---- |
|      | 中共     | 10                | 104           | 114  |
|      | 民盟     | 1                 | 8             | 9    |
|      | 民进     | 1                 | 6             | 7    |
|      | 民革     | 1                 | 5             | 6    |
|      | 农工党   | 1                 | 4             | 5    |
|      | 九三学社 | 1                 | 4             | 5    |
|      | 民建     | 1                 | 3             | 4    |
|      | 台盟     | 0                 | 3             | 3    |
|      | 致公党   | 0                 | 3             | 3    |
|      | 无党派   | 0                 | 13            | 13   |
| 缺额 | 缺额     | 0                 | 6             | 6    |
| 总数 | 总数     | 16                | 159           | 175  |

## 委员长会议组成人员
| 职务        | 姓名            | 肖像 | 党派 | 党派                  | 出生年月             | 代表团 | 其它职务                                                         | 当选年份 |
| ----------- | --------------- | ---- | ---- | --------------------- | -------------------- | ------ | ---------------------------------------------------------------- | -------- |
| 委 员 长    | 赵乐际          |      |      | 中国共产党            | 1957年3月（68歲）    | 四川   | 中共中央政治局常委 中央纪委原书记                                | 2023年   |
| 副 委 员 长 | 李鸿忠          |      |      | 中国共产党            | 1956年8月（68歲）    | 甘肃   | 中共中央政治局委员 天津市委原书记                                | 2023年   |
| 副 委 员 长 | 王东明          |      |      | 中国共产党            | 1956年7月（68—69歲） | 山西   | 中共中央委员 中华全国总工会主席                                  | 2018年   |
| 副 委 员 长 | 肖捷            |      |      | 中国共产党            | 1957年6月（68歲）    | 湖北   | 中共中央委员 原国务委员兼国务院秘书长                            | 2023年   |
| 副 委 员 长 | 郑建邦          |      |      | 中国国民党 革命委员会 | 1957年1月（68歲）    | 山东   | 民革中央主席                                                     | 2023年   |
| 副 委 员 长 | 丁仲礼 院士     |      |      | 中国民主同盟          | 1957年1月（68歲）    | 吉林   | 民盟中央主席                                                     | 2018年   |
| 副 委 员 长 | 郝明金          |      |      | 中国民主建国会        | 1956年12月（68歲）   | 浙江   | 民建中央主席 中央社会主义学院原院长                              | 2018年   |
| 副 委 员 长 | 蔡达峰          |      |      | 中国民主促进会        | 1960年6月（65歲）    | 安徽   | 民进中央主席 中华职业教育社理事长                                | 2018年   |
| 副 委 员 长 | 何维            |      |      | 中国农工民主党        | 1955年12月（69歲）   | 湖南   | 农工党中央主席                                                   | 2023年   |
| 副 委 员 长 | 武维华 院士     |      |      | 九三学社              | 1956年9月（68歲）    | 海南   | 九三学社中央主席 中央社会主义学院院长                            | 2018年   |
| 副 委 员 长 | 铁凝            |      |      | 中国共产党            | 1957年9月（67歲）    | 湖北   | 中共中央委员 中国文联主席 中国作协原主席                         | 2023年   |
| 副 委 员 长 | 彭清华          |      |      | 中国共产党            | 1957年4月（68歲）    | 四川   | 四川省委原书记 四川省人大常委会原主任                            | 2023年   |
| 副 委 员 长 | 张庆伟          |      |      | 中国共产党            | 1961年11月（63歲）   | 湖南   | 中共中央委员 湖南省委原书记 湖南省人大常委会原主任               | 2023年   |
| 副 委 员 长 | 洛桑江村        |      |      | 中国共产党            | 1957年7月（67—68歲） | 西藏   | 西藏自治区人大常委会原主任                                       | 2023年   |
| 副 委 员 长 | 雪克来提·扎克尔 |      |      | 中国共产党            | 1953年8月（71歲）    | 新疆   | 新疆维吾尔自治区原主席                                           | 2023年   |
| 秘 书 长    | 刘奇            |      |      | 中国共产党            | 1957年9月（67歲）    | 江西   | 全国人大常委会机关党组书记 江西省委原书记 江西省人大常委会原主任 | 2023年   |

## 委员名单

### 现任委员
| 姓名                         | 党派 | 党派     | 出生年月             | 代表团           | 所属专门委员会                   | 其它职务                                                                                          | 当选年份 |
| ---------------------------- | ---- | -------- | -------------------- | ---------------- | -------------------------------- | ------------------------------------------------------------------------------------------------- | -------- |
| 伟国                         |      | 中共     | 1955年10月（69歲）   | 福建             | 华侨委员会主任委员               | 福建省委原书记 福建省人大常委会原主任                                                             | 2023年   |
| 忠福 空军上将                |      | 中共     | 1956年7月（68—69歲） | 解放军和武警部队 | 环境与资源保护委员会副主任委员   | 中国人民解放军空军原政治委员                                                                      | 2023年   |
| 万立骏 院士                  |      | 中共     | 1957年7月（67—68歲） | 浙江             | 华侨委员会副主任委员             | 中共中央委员 中国侨联主席                                                                         | 2023年   |
| 卫小春                       |      | 民进     | 1959年12月（65歲）   | 山西             |                                  | 山西省医学会会长 山西医科大学第二医院教授                                                         | 2018年   |
| 马立群                       |      | 农工党   | 1961年6月（64歲）    | 黑龙江           |                                  | 黑龙江省政协副主席 农工党中央常委、黑龙江省委会主委                                               | 2023年   |
| 王 可                        |      | 中共     | 1962年11月（62歲）   | 甘肃             | 外事委员会副主任委员             | 中国红十字会党组书记、常务副会长                                                                  | 2023年   |
| 王 刚                        |      | 民进     | 1958年11月（66歲）   | 湖南             | 农业与农村委员会副主任委员       | 民进中央副主席 中华职业教育社副理事长 全国人大常委会代表资格审查委员会委员                        | 2013年   |
| 王 红                        |      | 民革     | 1962年5月（63歲）    | 北京             | 民族委员会委员                   | 北京市政协副主席 民革中央副主席、北京市委会主委                                                   | 2023年   |
| 王志民                       |      | 中共     | 1957年4月（68歲）    | 湖北             | 民族委员会副主任委员             | 中央党史和文献研究院原副院长 香港中联办原主任                                                     | 2023年   |
| 王希勤                       |      | 中共     | 1968年6月（57歲）    | 北京             | 教育科学文化卫生委员会副主任委员 | 国家自然科学基金委员会副主任 清华大学原校长                                                       | 2023年   |
| 王学成                       |      | 民盟     | 1962年6月（63歲）    | 广东             |                                  | 广东省政协副主席 民盟中央副主席、广东省委会主委                                                   | 2023年   |
| 王宝山                       |      | 农工党   | 1963年7月（61—62歲） | 河北             |                                  | 河北省政协副主席 农工党中央常委、河北省委会主委 河北医科大学校长                                  | 2023年   |
| 王建武 陆军上将              |      | 中共     | 1958年8月（66歲）    | 解放军和武警部队 | 监察和司法委员会副主任委员       | 南部战区政治委员                                                                                  | 2023年   |
| 王洪祥                       |      | 中共     | 1963年6月（62歲）    | 西藏             | 宪法和法律委员会副主任委员       | 中央政法委副秘书长                                                                                | 2023年   |
| 王 超                        |      | 中共     | 1960年4月（65歲）    | 新疆             | 外事委员会副主任委员             | 中国人民外交学会会长                                                                              | 2023年   |
| 王瑞贺                       |      | 中共     | 1966年（58—59歲）    | 上海             | 宪法和法律委员会委员             | 全国人大常委会法制工作委员会副主任                                                                | 2023年   |
| 王 毅                        |      | 民进     | 1962年10月（62歲）   | 浙江             | 环境与资源保护委员会委员         | 民进中央常委、人口资源环境委员会主任 国家气候变化专家委员会副主任                                 | 2013年   |
| 王巍 院士                    |      | 中共     | 1966年10月（58歲）   | 甘肃             | 外事委员会委员                   | 中国航天科技集团研究发展部部长                                                                    | 2023年   |
| 方向 陆军中将                |      | 中共     | 1957年10月（67歲）   | 解放军和武警部队 | 教育科学文化卫生委员会委员       | 解放军军事科学院原政治委员                                                                        | 2023年   |
| 巴音朝鲁                     |      | 中共     | 1955年10月（69歲）   | 吉林             | 民族委员会主任委员               | 吉林省委原书记 吉林省人大常委会原主任                                                             | 2023年   |
| 巴莫曲布嫫                   |      | 无党派   | 1964年4月（61歲）    | 云南             | 民族委员会委员                   | 中国民俗学会副会长 中国社科院民族文学研究所研究员                                                 | 2023年   |
| 邓秀新 院士                  |      | 民盟1    | 1961年11月（63歲）   | 广西             | 农业与农村委员会副主任委员       | 中国工程院副院长 民盟中央副主席 中国科学技术协会副主席                                            | 2008年   |
| 古小玉                       |      | 中共     | 1960年10月（64歲）   | 安徽             | 教育科学文化卫生委员会副主任委员 | 全国人大常委会原副秘书长                                                                          | 2018年   |
| 布小林                       |      | 中共     | 1958年8月（66歲）    | 内蒙古           | 环境与资源保护委员会副主任委员   | 内蒙古自治区原主席                                                                                | 2023年   |
| 叶赞平                       |      | 民革     | 1967年2月（58歲）    | 贵州             | 监察和司法委员会委员             | 民革中央常委、组织部部长                                                                          | 2023年   |
| 史耀斌                       |      | 中共     | 1958年6月（67歲）    | 上海             | 财政经济委员会副主任委员         | 全国人大常委会预算工作委员会主任                                                                  | 2023年   |
| 冉 博                        |      | 中共     | 1966年10月（58歲）   | 贵州             | 民族委员会委员                   | 贵州省黔南州人大常委会主任                                                                        | 2023年   |
| 白尚成                       |      | 中共     | 1953年9月（71歲）    | 宁夏             | 民族委员会副主任委员             | 宁夏回族自治区人大常委会副主任                                                                    | 2023年   |
| 丛斌 院士                    |      | 九三学社 | 1957年7月（67—68歲） | 河南             | 宪法和法律委员会副主任委员       | 九三学社中央副主席 河北医科大学法医学院院长                                                       | 2018年   |
| 包信和 院士                  |      | 无党派   | 1959年8月（65歲）    | 安徽             |                                  | 中国科学技术大学原校长                                                                            | 2018年   |
| 吕世明                       |      | 中共     | 1960年7月（64—65歲） | 广东             | 社会建设委员会委员               | 中国助残志愿者协会会长 中国残联原副主席                                                           | 2018年   |
| 吕忠梅                       |      | 农工党   | 1963年3月（62歲）    | 山东             | 环境与资源保护委员会副主任委员   | 农工党中央副主席 中国法学会副会长                                                                 | 2023年   |
| 吕建 院士                    |      | 无党派   | 1960年3月（65歲）    | 江苏             |                                  | 南京大学原校长                                                                                    | 2018年   |
| 吕彩霞                       |      | 致公党   | 1957年6月（68歲）    | 江苏             | 环境与资源保护委员会副主任委员   | 致公党中央副主席                                                                                  | 2018年   |
| 朱明春                       |      | 中共     | 1964年2月（61歲）    | 山西             | 财政经济委员会委员               | 全国人大常委会预算工作委员会原副主任                                                              | 2018年   |
| 刘仓理 院士                  |      | 中共     | 1961年12月（63歲）   | 四川             | 农业与农村委员会委员             | 中国工程物理研究院院长                                                                            | 2023年   |
| 刘修文                       |      | 中共     | 1962年3月（63歲）    | 辽宁             | 财政经济委员会委员               | 全国人大常委会预算工作委员会原副主任                                                              | 2018年   |
| 刘俊臣                       |      | 中共     | 1963年5月（62歲）    | 湖南             |                                  | 中共中央委员 全国人大常委会副秘书长 全国人大常委会机关党组副书记、机关党委书记                    | 2023年   |
| 闫傲霜                       |      | 致公党   | 1963年8月（61歲）    | 北京             | 华侨委员会委员                   | 北京市人大常委会副主任 致公党中央副主席、北京市委会主任 欧美同学会副会长                          | 2023年   |
| 江天亮                       |      | 中共     | 1975年3月（50歲）    | 湖南             | 民族委员会委员                   | 湘西民族职业技术学院副教授                                                                        | 2023年   |
| 江金权                       |      | 中共     | 1959年9月（65歲）    | 吉林             | 农业与农村委员会副主任委员       | 中共中央政策研究室主任                                                                            | 2023年   |
| 汤维建                       |      | 民革     | 1963年8月（61歲）    | 湖北             | 宪法和法律委员会委员             | 民革中央常委 中国人民大学法学院教授                                                               | 2023年   |
| 安立佳 院士                  |      | 无党派   | 1964年11月（60歲）   | 吉林             | 财政经济委员会副主任委员         | 吉林省政协副主席 全国工商联副主席 中国科学院长春应用化学研究所研究员                              | 2023年   |
| 安兆庆 武警上将              |      | 中共     | 1957年5月（68歲）    | 解放军和武警部队 | 民族委员会副主任委员             | 武警部队原政治委员                                                                                | 2023年   |
| 许为钢 院士                  |      | 无党派   | 1958年10月（66歲）   | 河南             | 农业与农村委员会委员             | 河南省农业科学院研究员                                                                            | 2013年   |
| 许达哲                       |      | 中共     | 1956年9月（68歲）    | 湖南             | 教育科学文化卫生委员会副主任委员 | 湖南省委原书记 湖南省人大常委会原主任                                                             | 2023年   |
| 许安标                       |      | 中共     | 1962年11月（62歲）   | 山东             | 宪法和法律委员会委员             | 全国人大常委会法制工作委员会原副主任                                                              | 2018年   |
| 孙其信                       |      | 无党派   | 1962年8月（62歲）    | 河北             | 农业与农村委员会委员             | 中国农业大学校长                                                                                  | 2018年   |
| 孙宪忠 学部委员              |      | 中共     | 1957年1月（68歲）    | 江西             | 宪法和法律委员会委员             | 中国社会科学院法学研究所一级研究员                                                                | 2023年   |
| 孙菊生                       |      | 民建     | 1964年8月（60歲）    | 江西             | 社会建设委员会副主任委员         | 江西省政协副主席 民建中央副主席、江西省委会主委 全国总工会副主席                                  | 2023年   |
| 杜小光                       |      | 无党派   | 1972年3月（53歲）    | 云南             | 民族委员会委员                   | 云南建投集团设计总监、设计院公司董事长                                                            | 2018年   |
| 杜家毫                       |      | 中共     | 1955年7月（69—70歲） | 湖南             | 农业与农村委员会主任委员         | 湖南省委原书记 湖南省人大常委会原主任                                                             | 2023年   |
| 李 宁                        |      | 中共     | 1962年11月（62歲）   | 黑龙江           | 监察和司法委员会委员             | 全国人大常委会法制工作委员会原副主任                                                              | 2023年   |
| 李纪恒                       |      | 中共     | 1957年1月（68歲）    | 河南             | 农业与农村委员会副主任委员       | 民政部原部长                                                                                      | 2023年   |
| 李敬泽                       |      | 中共     | 1964年1月（61歲）    | 河南             | 教育科学文化卫生委员会委员       | 中国作协副主席 中国现代文学馆馆长                                                                 | 2023年   |
| 李锦斌                       |      | 中共     | 1958年2月（67歲）    | 安徽             | 环境与资源保护委员会副主任委员   | 安徽省委原书记 安徽省人大常委会原主任                                                             | 2023年   |
| 李静海 院士                  |      | 中共     | 1956年10月（68歲）   | 浙江             | 教育科学文化卫生委员会副主任委员 | 北京市科协主席                                                                                    | 2018年   |
| 李慧                         |      | 无党派2  | 1974年3月（51歲）    | 香港             |                                  | 香港立法会议员兼内务委员会主席 民主建港协进联盟原主席                                             | 2023年   |
| 李 毅                        |      | 中共     | 1963年9月（61歲）    | 重庆             | 华侨委员会委员                   | 中共中央党校副校长                                                                                | 2023年   |
| 李 巍                        |      | 中共     | 1963年9月（61歲）    | 河北             | 教育科学文化卫生委员会委员       | 工业与信息化部原材料工业司原司长                                                                  | 2018年   |
| 杨永英                       |      | 中共     | 1964年4月（61歲）    | 贵州             | 民族委员会委员                   | 贵州省人大常委会副主任                                                                            | 2023年   |
| 杨关林                       |      | 农工党   | 1962年10月（62歲）   | 辽宁             | 教育科学文化卫生委员会副主任委员 | 农工党中央副主席、辽宁省委会主委                                                                  | 2023年   |
| 杨振武                       |      | 中共     | 1955年5月（70歲）    | 内蒙古           | 社会建设委员会主任委员           | 全国人大常委会原秘书长                                                                            | 2018年   |
| 杨晓超                       |      | 中共     | 1958年11月（66歲）   | 辽宁             | 监察和司法委员会主任委员         | 全国人大常委会代表资格审查委员会主任委员 中央纪委原副书记兼秘书长                                 | 2023年   |
| 肖开提·依明                  |      | 中共     | 1959年12月（65歲）   | 新疆             | 民族委员会副主任委员             | 新疆维吾尔自治区人大常委会原主任                                                                  | 2023年   |
| 吴一戎 院士                  |      | 中共     | 1963年7月（61—62歲） | 上海             | 教育科学文化卫生委员会委员       | 中国科学院空天信息创新研究院院长 中国科学院大学电子电气与通信工程学院院长                         | 2023年   |
| 吴立新 院士                  |      | 民盟     | 1966年9月（58歲）    | 山东             |                                  | 民盟中央常委 崂山实验室主任 中国海洋大学副校长                                                    | 2018年   |
| 吴杰明 陆军中将              |      | 中共     | 1958年6月（67歲）    | 解放军和武警部队 | 监察和司法委员会委员             | 国防大学原政治委员                                                                                | 2023年   |
| 吴 晶                        |      | 民革     | 1965年11月（59歲）   | 浙江             |                                  | 浙江省人大常委会副主任 民革中央副主席、浙江省委会主委                                             | 2023年   |
| 吴普特                       |      | 中共     | 1963年4月（62歲）    | 陕西             | 农业与农村委员会委员             | 西北农林科技大学校长                                                                              | 2023年   |
| 邱学强                       |      | 中共     | 1957年8月（67歲）    | 湖北             | 监察和司法委员会副主任委员       | 最高人民检察院原副检察长                                                                          | 2023年   |
| 何平 陆军上将                |      | 中共     | 1957年11月（67歲）   | 解放军和武警部队 | 宪法和法律委员会副主任委员       | 东部战区原政治委员                                                                                | 2023年   |
| 何 新                        |      | 中共     | 1968年8月（56歲）    | 山东             | 教育科学文化卫生委员会委员       | 全国人大常委会副秘书长                                                                            | 2023年   |
| 谷振春                       |      | 民革     | 1961年3月（64歲）    | 黑龙江           | 监察和司法委员会副主任委员       | 民革中央副主席、黑龙江省委会主委 黑龙江省社会主义学院院长                                         | 2023年   |
| 汪铁民                       |      | 中共     |                      | 湖北             | 社会建设委员会副主任委员         | 全国人大常委会原副秘书长                                                                          | 2023年   |
| 沙尔合提·阿汗                |      | 中共     | 1961年11月（63歲）   | 新疆             | 民族委员会副主任委员             | 新疆维吾尔自治区人大常委会原副主任                                                                | 2023年   |
| 沈金龙 海军上将              |      | 中共     | 1956年10月（68歲）   | 解放军和武警部队 | 财政经济委员会副主任委员         | 中国人民解放军海军原司令员                                                                        | 2023年   |
| 沈金强                       |      | 民建     | 1963年10月（61歲）   | 重庆             |                                  | 重庆市人大常委会副主任 民建中央副主席、重庆市委会主委                                             | 2023年   |
| 沈春耀                       |      | 中共     | 1960年5月（65歲）    | 贵州             | 宪法和法律委员会副主任委员       | 中共中央委员 全国人大常委会法制工作委员会主任 香港基本法委员会主任 澳门基本法委员会主任           | 2003年   |
| 沈政昌 院士                  |      | 中共     | 1960年6月（65歲）    | 河北             | 环境与资源保护委员会委员         | 矿冶科技集团首席科学家                                                                            | 2023年   |
| 宋秀岩                       |      | 中共     | 1955年10月（69歲）   | 山东             | 社会建设委员会副主任委员         | 全国妇联原副主席兼书记处第一书记 全国政协经济委员会原副主任                                       | 2023年   |
| 宋 锐                        |      | 中共     |                      | 四川             | 环境与资源保护委员会委员         | 全国人大常委会副秘书长 全国人大常委会办公厅研究室主任                                             | 2023年   |
| 张太范                       |      | 中共     | 1964年11月（60歲）   | 吉林             | 民族委员会委员                   | 延边朝鲜族自治州人大常委会主任                                                                    | 2023年   |
| 张 伟                        |      | 九三学社 | 1963年5月（62歲）    | 江西             |                                  | 江西省人大常委会副主任 九三学社中央常委、江西省委会主委 南昌大学第一附属医院院长                  | 2023年   |
| 张守攻 院士                  |      | 中共     | 1957年7月（67—68歲） | 黑龙江           | 环境与资源保护委员会委员         | 中国林业科学研究院首席科学家                                                                      | 2023年   |
| 张 轩                        |      | 中共     | 1958年5月（67歲）    | 重庆             | 监察和司法委员会副主任委员       | 重庆市人大常委会原主任                                                                            | 2023年   |
| 张妹芝                       |      | 民进     | 1963年9月（61歲）    | 河北             |                                  | 河北省人大常委会副主任 民进中央常委、河北省委会主委                                               | 2023年   |
| 张 勇                        |      | 中共     | 1964年9月（60歲）    | 广东             | 宪法和法律委员会委员             | 全国人大常委会法制工作委员会副主任 香港基本法委员会副主任 澳门基本法委员会副主任                  | 2018年   |
| 张涛 院士                    |      | 中共     | 1963年（61—62歲）    | 天津             | 环境与资源保护委员会委员         | 中国科学院大连化学物理研究所研究员 中国科学院原副院长                                             | 2023年   |
| 张道宏                       |      | 民盟     | 1959年3月（66歲）    | 安徽             | 教育科学文化卫生委员会副主任委员 | 民盟中央副主席                                                                                    | 2023年   |
| 张嘉极                       |      | 台盟     | 1959年5月（66歲）    | 广东             |                                  | 广东省政协副主席 台盟中央常委、广东省委会主委                                                     | 2023年   |
| 陈福利                       |      | 中共     | 1968年11月（56歲）   | 天津             | 农业与农村委员会委员             | 全国人大常委会副秘书长                                                                            | 2018年   |
| 苻彩香                       |      | 中共     | 1963年4月（62歲）    | 海南             | 民族委员会副主任委员             | 海南省人大常委会副主任                                                                            | 2023年   |
| 范骁骏 空军上将              |      | 中共     | 1956年10月（68歲）   | 解放军和武警部队 | 农业与农村委员会副主任委员       | 北部战区原政治委员                                                                                | 2023年   |
| 林 锐                        |      | 中共     | 1967年8月（57歲）    | 西藏             | 民族委员会副主任委员             | 中共中央统战部副部长                                                                              | 2023年   |
| 欧阳昌琼                     |      | 无党派   | 1963年12月（61歲）   | 辽宁             | 财政经济委员会委员               | 全国人大常委会副秘书长                                                                            | 2018年   |
| 罗琦 院士                    |      | 中共     | 1967年10月（57歲）   | 山东             | 教育科学文化卫生委员会委员       | 中国核工业集团总工程师                                                                            | 2023年   |
| 周光权                       |      | 无党派   | 1968年1月（57歲）    | 广东             | 宪法和法律委员会副主任委员       | 清华大学法学院院长                                                                                | 2023年   |
| 周 敏                        |      | 中共     | 1966年4月（59歲）    | 安徽             | 民族委员会副主任委员             |                                                                                                   | 2018年   |
| 庞丽娟                       |      | 民进     | 1962年8月（62歲）    | 北京             | 教育科学文化卫生委员会委员       | 北京市人大常委会副主任 民进中央副主席、北京市委会主委                                             | 2003年   |
| 底青云 院士                  |      | 中共     | 1964年12月（60歲）   | 青海             | 环境与资源保护委员会委员         | 中国科学院地质与地球物理研究所所长 中国地球物理学会理事长                                         | 2023年   |
| 郑卫平 陆军上将              |      | 中共     | 1955年7月（69—70歲） | 解放军和武警部队 | 教育科学文化卫生委员会委员       | 中国人民解放军战略支援部队原政治委员                                                              | 2023年   |
| 郑功成                       |      | 民盟     | 1964年9月（60歲）    | 四川             | 社会建设委员会委员               | 民盟中央副主席 中国社会保障学会会长 中国人民大学学术委员会副主任                                  | 2003年   |
| 郑军里                       |      | 民盟     | 1957年4月（68歲）    | 广西             | 民族委员会委员                   | 广西艺术学院原院长 教育部美术教学指导委员会副主任                                                 | 2018年   |
| 郑建闽                       |      | 台盟     | 1965年5月（60歲）    | 台湾             | 华侨委员会副主任委员             | 全国台联会长 台盟中央副主席                                                                       | 2023年   |
| 郝 平                        |      | 中共     | 1959年9月（65歲）    | 北京             | 外事委员会副主任委员             | 国际儒学联合会常务副会长 北京大学原党委书记                                                       | 2023年   |
| 胡晓犁                       |      | 中共     |                      | 江苏             | 外事委员会委员                   | 全国人大常委会副秘书长                                                                            | 2023年   |
| 钟 山                        |      | 中共     | 1955年10月（69歲）   | 海南             | 财政经济委员会主任委员           | 商务部原部长 全国政协经济委员会原副主任                                                           | 2023年   |
| 钟志华 院士                  |      | 中共     | 1962年7月（62—63歲） | 四川             | 教育科学文化卫生委员会委员       | 中国工程院副院长                                                                                  | 2023年   |
| 段春华                       |      | 中共     | 1959年10月（65歲）   | 天津             | 农业与农村委员会副主任委员       | 天津市人大常委会原主任                                                                            | 2023年   |
| 信春鹰                       |      | 中共     | 1956年10月（68歲）   | 河南             | 宪法和法律委员会主任委员         | 全国人大常委会原副秘书长                                                                          | 2018年   |
| 侯建国 院士                  |      | 中共     | 1959年10月（65歲）   | 辽宁             | 教育科学文化卫生委员会副主任委员 | 中共中央委员 中国科学院院长                                                                       | 2023年   |
| 娄勤俭                       |      | 中共     | 1956年12月（68歲）   | 江苏             | 外事委员会主任委员               | 江苏省委原书记 江苏省人大常委会原主任                                                             | 2023年   |
| 骆源 海军中将                |      | 中共     | 1958年9月（66歲）    | 解放军和武警部队 | 宪法和法律委员会副主任委员       | 中央军委纪律检查委员会原副书记                                                                    | 2023年   |
| 秦生祥 海军上将              |      | 中共     | 1957年2月（68歲）    | 解放军和武警部队 | 社会建设委员会副主任委员         | 中国人民解放军海军原政治委员                                                                      | 2023年   |
| 袁誉柏 海军上将              |      | 中共     | 1956年5月（69歲）    | 解放军和武警部队 | 社会建设委员会副主任委员         | 南部战区原司令员                                                                                  | 2023年   |
| 袁曙宏                       |      | 中共     | 1958年7月（66—67歲） | 山西             | 宪法和法律委员会副主任委员       | 司法部原党组书记兼副部长 全国政协教科卫体委员会原副主任                                           | 2023年   |
| 夏 光                        |      | 中共     |                      | 江苏             |                                  | 全国人大常委会预算工作委员会副主任、党支部书记                                                    | 2023年   |
| 钱前 院士                    |      | 九三学社 | 1962年3月（63歲）    | 黑龙江           | 农业与农村委员会委员             | 中国水稻研究所副所长 水稻生物学国家重点实验室主任                                                 | 2023年   |
| 徐玉善                       |      | 中共     | 1972年10月（52歲）   | 云南             | 民族委员会委员                   | 昆明医科大学第一附属医院内分泌一科党支部书记、主任                                                | 2023年   |
| 徐永军                       |      | 中共     | 1966年2月（59歲）    | 陕西             | 教育科学文化卫生委员会委员       | 中国文联副主席、书记处书记 全国人大常委会代表资格审查委员会委员                                   | 2023年   |
| 徐 晓                        |      | 中共     | 1972年8月（52歲）    | 天津             | 社会建设委员会委员               | 共青团中央书记处常务书记 全国青联主席 全国人大常委会代表资格审查委员会委员                        | 2023年   |
| 徐 辉                        |      | 民盟     | 1958年6月（67歲）    | 山东             | 宪法和法律委员会副主任委员       | 民盟中央副主席                                                                                    | 2018年   |
| 翁杰明                       |      | 中共     | 1963年5月（62歲）    | 辽宁             | 财政经济委员会副主任委员         | 国务院国资委原副主任 全国总工会原副主席                                                           | 2023年   |
| 高开贤                       |      | 无党派   | 1953年1月（72歲）    | 澳门             |                                  | 澳门立法会主席                                                                                    | 2023年   |
| 高友东                       |      | 民进1    | 1958年5月（67歲）    | 山东             | 监察和司法委员会副主任委员       | 民进中央副主席 中国国际交流协会副会长                                                             | 2018年   |
| 高松 院士                    |      | 中共     | 1964年2月（61歲）    | 广东             |                                  | 中山大学校长 中国科协副主席                                                                       | 2023年   |
| 郭树清                       |      | 中共     | 1956年8月（68歲）    | 浙江             | 财政经济委员会副主任委员         | 中国人民银行原党委书记、副行长 中国银行保险监督管理委员会原主席                                   | 2023年   |
| 郭振华                       |      | 中共     | 1968年8月（56歲）    | 江西             | 民族委员会委员                   | 全国人大常委会代表工作委员会主任 全国人大常委会代表资格审查委员会副主任委员                       | 2018年   |
| 郭雷 院士                    |      | 无党派   | 1961年11月（63歲）   | 河南             | 外事委员会副主任委员             | 中国科学院国家数学与交叉科学中心主任                                                              | 2008年   |
| 唐华俊 院士                  |      | 中共     | 1960年10月（64歲）   | 河南             | 农业与农村委员会副主任委员       | 中国农业科学院原院长                                                                              | 2023年   |
| 黄志贤                       |      | 台盟1    | 1956年7月（68—69歲） | 福建             | 华侨委员会副主任委员             | 中国侨联原副主席 全国台联原会长                                                                   | 2018年   |
| 黄 明                        |      | 中共     | 1957年10月（67歲）   | 山东             | 宪法和法律委员会副主任委员       | 应急管理部原部长 全国政协社会和法制委员会原副主任                                                 | 2023年   |
| 黄俊华                       |      | 中共     | 1963年8月（61歲）    | 广西             | 民族委员会副主任委员             | 广西壮族自治区政协副主席 全国人大常委会代表资格审查委员会委员                                     | 2023年   |
| 曹鸿鸣                       |      | 致公党   | 1963年9月（61歲）    | 天津             | 华侨委员会副主任委员             | 致公党中央副主席、中央内部监督委员会副主任                                                        | 2018年   |
| 鄂竟平                       |      | 中共     | 1956年1月（69歲）    | 湖北             | 环境与资源保护委员会副主任委员   | 水利部原部长 全国政协人口资源环境委员会原副主任                                                   | 2023年   |
| 鹿心社                       |      | 中共     | 1956年11月（68歲）   | 广西             | 环境与资源保护委员会主任委员     | 广西壮族自治区党委原书记 广西壮族自治区人大常委会原主任                                           | 2023年   |
| 彭金辉 院士                  |      | 中共     | 1964年12月（60歲）   | 山西             | 农业与农村委员会委员             | 中共中央组织部副部长 全国人大常委会代表资格审查委员会副主任委员                                   | 2023年   |
| 蒋卓庆                       |      | 中共     | 1959年8月（65歲）    | 上海             | 监察和司法委员会副主任委员       | 上海市人大常委会原主任                                                                            | 2023年   |
| 景汉朝                       |      | 中共     | 1960年11月（64歲）   | 安徽             | 社会建设委员会副主任委员         | 中国法学会副会长 中共中央政法委员会原副秘书长                                                     | 2018年   |
| 程 林                        |      | 九三学社 | 1962年1月（63歲）    | 山东             |                                  | 山东省政协副主席 九三学社中央常委、山东省委会主委                                                 | 2023年   |
| 程京 院士                    |      | 民建     | 1963年7月（61—62歲） | 北京             | 教育科学文化卫生委员会委员       | 民建中央副主席 清华大学医学院教授、生物芯片北京国家工程研究中心主任                               | 2023年   |
| 程学源                       |      | 中共     | 1965年2月（60歲）    | 上海             | 华侨委员会委员                   | 中国侨联副主席 原驻斯里兰卡大使                                                                   | 2023年   |
| 傅自应                       |      | 中共     | 1957年9月（67歲）    | 黑龙江           | 外事委员会副主任委员             | 澳门中联办原主任 国务院港澳办原副主任                                                             | 2023年   |
| 谢经荣                       |      | 民盟     | 1962年2月（63歲）    | 辽宁             | 财政经济委员会副主任委员         | 民盟中央副主席 全国工商联原副主席                                                                 | 2018年   |
| 甄占民                       |      | 中共     | 1964年9月（60歲）    | 湖北             | 农业与农村委员会委员             | 中国社会科学院副院长 中共中央党校副校长                                                           | 2023年   |
| 嘉木样·洛桑久美·图丹却吉尼玛 |      | 无党派   | 1948年4月（77歲）    | 甘肃             | 民族委员会委员                   | 第六世嘉木样活佛 甘肃省人大常委会副主任 中国佛教协会副会长、甘肃佛协会长 中国藏语系高级佛学院院长 | 1998年   |
| 赫捷 院士                    |      | 中共     | 1960年8月（64歲）    | 河北             | 教育科学文化卫生委员会委员       | 国家癌症中心主任 中国医学科学院肿瘤医院院长                                                       | 2023年   |
| 鲜铁可                       |      | 中共     | 1963年8月（61歲）    | 湖南             | 监察和司法委员会委员             | 最高人民检察院前公诉二厅厅长                                                                      | 2018年   |
| 雒树刚                       |      | 中共     | 1955年5月（70歲）    | 吉林             | 教育科学文化卫生委员会主任委员   | 文化和旅游部原部长 全国政协文化文史和学习委员会原副主任                                           | 2023年   |
| 谭天星                       |      | 中共     | 1963年11月（61歲）   | 吉林             | 社会建设委员会副主任委员         | 全国人大常委会代表资格审查委员会委员 中共中央统战部原副部长 全国总工会原副主席兼书记处书记        | 2023年   |
| 谭 琳                        |      | 中共     | 1960年6月（65歲）    | 贵州             | 环境与资源保护委员会委员         | 全国人大常委会代表资格审查委员会委员 全国妇联原副主席兼书记处书记                                 | 2023年   |
| 颜 珂                        |      | 中共     | 1972年2月（53歲）    | 台湾             | 华侨委员会副主任委员             | 全国台联副会长、广东省台联会长                                                                    | 2023年   |

备注：
- ^1 同时拥有中共党籍。
- ^2 李慧所属政党为民主建港协进联盟，因香港和澳门政党不在中国内地活动，故不列入代表党籍，视为无党派人士。

### 卸任委员
| 姓名   | 党派 | 党派 | 出生年月   | 代表团           | 所属专门委员会             | 离任前职务                                                    | 当选年份 | 离任日期       | 离任原因                       |
| ------ | ---- | ---- | ---------- | ---------------- | -------------------------- | ------------------------------------------------------------- | -------- | -------------- | ------------------------------ |
| 周亚宁 |      | 中共 | 1957年12月 | 解放军和武警部队 | 外事委员会副主任委员       | 火箭军原司令员                                                | 2023年   | 2023年9月26日  | 涉嫌严重违纪违法               |
| 丁来杭 |      | 中共 | 1957年9月  | 解放军和武警部队 | 华侨委员会副主任委员       | 空军原司令员                                                  | 2023年   | 2023年12月4日  | 涉嫌严重违纪违法               |
| 李钺锋 |      | 台盟 | 1958年7月  | 福建             | 监察和司法委员会副主任委员 | 台盟中央常务副主席 全国人大常委会代表资格审查委员会副主任委员 | 2023年   | 2024年5月29日  | 涉嫌严重职务违法               |
| 束为   |      | 中共 | 1967年12月 | 山东             | 教育科学文化卫生委员会委员 | 中国科协副主席、书记处书记                                    | 2023年   | 2024年12月25日 | 就任国家市场监督管理总局副局长 |
| 蒋超良 |      | 中共 | 1957年8月  | 湖北             | 农业与农村委员会副主任委员 | 湖北省委原书记 湖北省人大常委会原主任                         | 2023年   | 2025年3月26日  | 涉嫌严重违纪违法               |
| 武增   |      | 中共 | 1968年5月  | 北京             | 宪法和法律委员会委员       | 全国人大常委会法制工作委员会副主任                            | 2023年   | 2025年6月27日  | 就任司法部副部长               |